# Észt U21-es labdarúgó-válogatott
Az Észt U21-es labdarúgó-válogatott Észtország 21 éven aluli labdarúgó-válogatottja, melyet az észt labdarúgó-szövetség irányít.

## U21-es labdarúgó-Európa-bajnokság
- 1978–1994:
- 1996: nem jutott ki
- 1998: nem jutott ki
- 2000: nem jutott ki
- 2002: nem jutott ki
- 2004: nem jutott ki
- 2006: nem jutott ki
- 2007: nem jutott ki
- 2009: nem jutott ki
- 2011: nem jutott ki
- 2013: nem jutott ki
- 2015: nem jutott ki
- 2017: nem jutott ki
- 2019: nem jutott ki

## Olimpiai szereplés
- 1996: nem jutott ki
- 2000: nem jutott ki
- 2004: nem jutott ki
- 2008: nem jutott ki
- 2012: nem jutott ki